# Славољуб С. Поповић
Славољуб С. Поповић (Горњи Сибовац код Подујева, 14. октобар 1936 — Београд, 22. новембар 2018) био је српски песник и приповедач.

## Биографија
Још од основне школе се бавио писањем. Од 1964. живи и ради у Београду. Из породице која је дала три песника (поред њега, то су још брат Љуба и сестра Стана). Његова деца су кћерка Соња, дизајнер и син Слободан, филмски редитељ. Пре но што ће се појавити антологија песника са села Драгише Витошевића „Орфеј међу шљивама”, 1962, објављује песме у часописима у Београду.
Објавио је неколико збирки поезије и кратких прича. Његова поезија заступљена је у неколико одабраних антологија српске поезије. Цветник српских песника са села, Просвета, Београд, 1967, Poesie Paysanne Serbe, Avant-Quart, Париз, 1969, Дародавци из прикрајка, СКЗ, Народна књига, Дечије новине, Нова књига, Београд, 1984, Пастир тражи дно неба, Драганић, Београд, 2001. Објављивао је редовно поезију у часописима као што су Расковник, Јединство, Стремљења, Браничево, Светлост, Просвјета... Превођен је на више страних језика: француски, шпански, енглески, италијански и друге. Постхумно су објављене збирка поезије Ожиљци и збирка прича Сутон над Лабом.
Славољуб је песник урођене уклетости чија лирика одише косовском тишином и тугом. Поповић је чист лиричар, он поседује најбољу одлику истинског лирског песника — храброст непосредног исказивања, те шкртост у гесту и изразу... Оно што је код Славољуба најбитније јесте тај лични, болни, само њему својствен тон, његов смирен и чист глас, и пригушен крик који долази из дубине бића.
Славољубову чудесну етиду још је у Орфеју међу шљивама 1963. запазио Милосав Мирковић. Приликом изласка Poesie Paysanne Serbe у Паризу, његови стихови били су тамо највише навођени. Париски лист Комбо тада објављује његову песму Рат на насловној страни, у преводу француске списатељице Франсоаз Ан.

## Књиге песама
- Капи са извора, ДК Свети Сава, Исток, 2005,  978-86-83629-25-1 (брош.)
- Зора над кулином,[11] КопиХит, Крагујевац, 2008,  978-86-911625-0-4 (брош.)
- Ожиљци, Књижевна заједница Пожаревца, Пожаревац. 2019.  978-86-81580-01-1.

## Приповетке
- Силазак на Лаб, Београд/Краљево, Libro company. 2009.  978-86-7974-116-5.
- Поцепан кофер, Свет књиге, Београд-Косово Поље, 2013,  978-86-7396-406-5 (брош.)
- Сутон над Лабом, Књижевна заједница Пожаревца, Пожаревац. 2019.  978-86-81580-02-8.

## Антологије
- Цветник српских песника са села, Просвета, Београд, 1967
- Орфеј међу шљивама, Светлост Крегујевац, 1963
- Poesie Paysanne Serbe, Avant-Quart, Париз,1969[12]
- Дародавци из прикрајка, СКЗ, Народна књига, Дечије новине, Нова књига, Београд, 1984
- Пастир тражи дно неба, Драганић, Београд. 2001.  9788644102724.

## Из књижевне критике о пишчевом делу
- Ненад Милосављевић, Славољуб Поповић, „Силазак на Лаб”, Краљево, Косово Поље, 2009.
- Голуб Јашовић, Наша кућа у долини Лаба, Јединство, Косовска Митровица, септембар 2009, стр. 11
- Чекајући отровно сунце, Светлост, Крагујевац, 4. август 2011, стр 45
- Књижевни излог, Јединство, Косовска Митровица, 23. мај 2005. стр. 15
- Д. Симовић, Овековечење радом, Рад, бр. 19, 13. мај 1977, стр. 20
- Милосав Мирковић: Орфеј међу шљивама, Дело, јул 1963.